# کارن بریگز
کارن بریگز (به انگلیسی: Karen Briggs) (زاده ۱۹۶۳ - منهتن، نیویورک) نوازنده ویلون آمریکایی است. وی از سال ۱۹۹۱ تا ۲۰۰۴ میلادی در آلبوم‌ها و کنسرت‌های یانی از جمله کنسرت یانی در آکروپولیس و کنسرت یانی در تالار سلطنتی آلبرت به عنوان نوازنده ویلیون فعالیت داشته‌است.

## آلبوم‌ها
- Karen - ۱۹۹۲
- Amazing Grace - ۱۹۹۶
- Soulchestral Groove - ۲۰۰۹